# Elliponeura debilis
Elliponeura debilis är en tvåvingeart som beskrevs av Friedrich Hermann Loew 1869. Elliponeura debilis ingår i släktet Elliponeura och familjen fritflugor. Inga underarter finns listade i Catalogue of Life.